# Jonathan Tinhan
Jonathan Tinhan (Échirolles, Francia, 1 de junio de 1989) es un exfutbolista francés que jugaba de centrocampista.
En abril de 2020 anunció su retirada a los 30 años de edad una vez finalizada la temporada.

## Clubes
| Club                         | País    | Año       |
| ---------------------------- | ------- | --------- |
| Grenoble Foot 38             | Francia | 2009-2011 |
| Montpellier H. S. C.         | Francia | 2011-2014 |
| A. C. Arles-Avignon (cedido) | Francia | 2013      |
| F. C. Istres                 | Francia | 2014-2015 |
| Red Star F. C.               | Francia | 2015      |
| Amiens S. C.                 | Francia | 2015-2017 |
| E. S. Troyes A. C.           | Francia | 2017-2019 |
| Grenoble Foot 38             | Francia | 2019-2020 |

## Palmarés
| Título  | Club                 | País    | Año     |
| ------- | -------------------- | ------- | ------- |
| Ligue 1 | Montpellier H. S. C. | Francia | 2011-12 |